# Ribes komarovii
Ribes komarovii là một loài thực vật có hoa trong họ Grossulariaceae. Loài này được Pojark. miêu tả khoa học đầu tiên năm 1936.